# Třetí bitva na Aisně
Třetí bitva na Aisně byla jedna z posledních německých ofenzív na západní frontě v první světové válce. Pojmenována byla podle řeky Aisny, u níž se bojovalo. Bitvu zahájil útok spuštěný německým velením 27. května 1918 pod názvem ofenzíva Blücher-Yorck. Jednalo se o třetí z dílčích ofenzív, které byly součástí německé jarní Ludendorffovy ofenzívy. Navzdory úvodním úspěchům, kdy Němci dobyli Soissons, pronikli k Marně a znovu ohrozili Paříž, se Francouzům s pomocí Britů a amerických posil podařilo počátkem června vyčerpané německé vojáky zastavit. Ofenzíva Blücher-Yorck představovala zenit úspěchů německé armády na západní frontě v roce 1918. Postup si vyžádal obrovské ztráty i v řadách útočníků, kteří během bitvy přišli o své nejlepší divize s údernými oddíly.

## Průběh bitvy
Německé jednotky na západě byly před bitvou posíleny o vojáky, kteří byli staženi z východní fronty, která již neexistovala. Němcům však chyběli stále vojáci, kteří byli v zajateckých táborech v Rusku a kteří již měli být na základě mírových dohod s bolševickým Ruskem propuštěni. Jejich přepravu z ruských zajateckých táborů totiž blokovaly československé legie, které obsadily Transsibiřskou magistrálu.

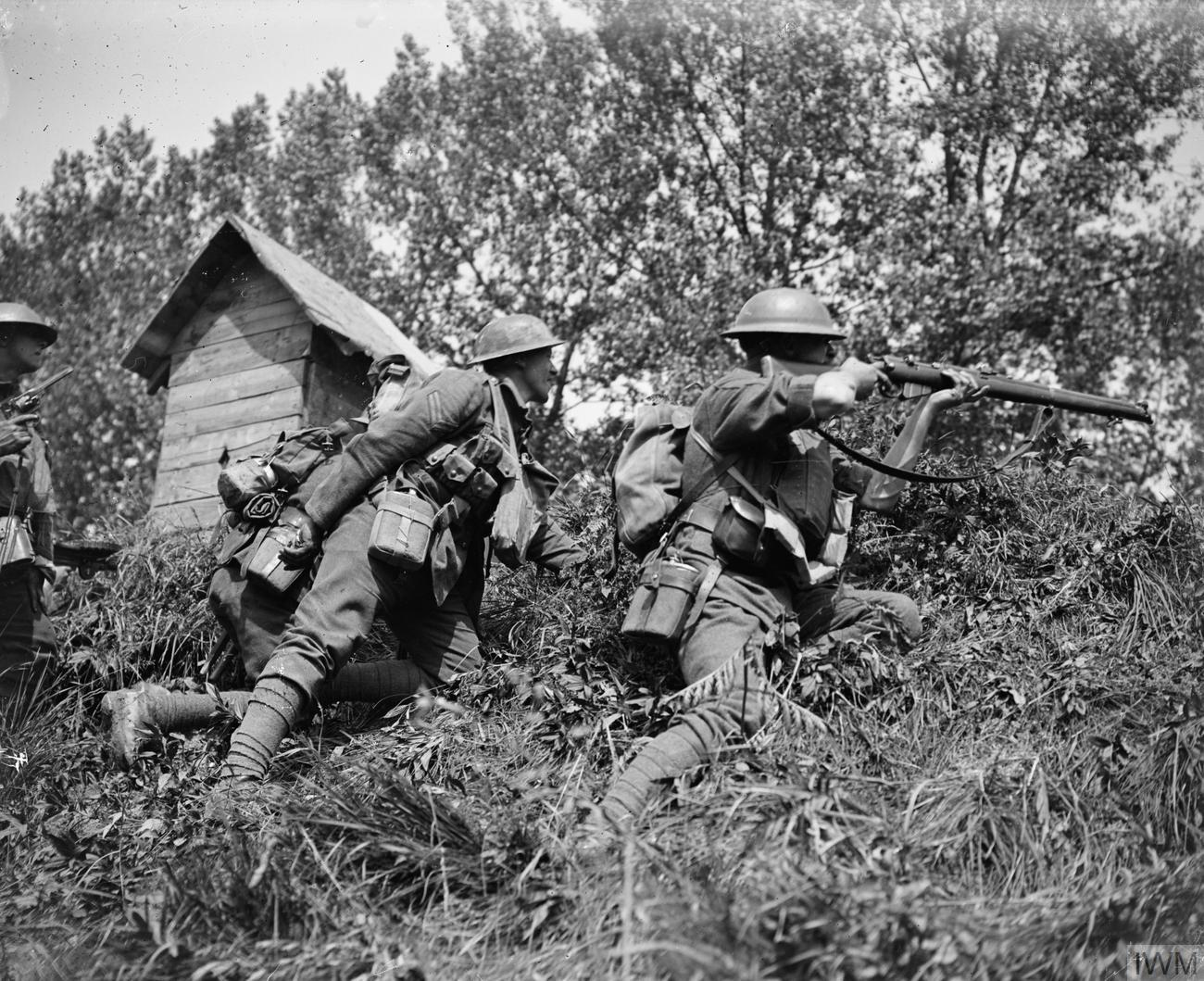
Britští vojáci bránící na konci května frontu na řece Aisně u obce Maizy

Německý útok byl zahájen dne 27. května 1918. Francouzská obrana se nacházela nepřipravená, protože nikdo neočekával, že válkou zdecimovaná vojska budou mít ještě sílu k útoku. Německá vojska provedla průlom v šířce 80 km do hloubky 60 km. Na několika místech byla překročena řeka Marna a Paříž byla ohrožena jako v roce 1914. Němci začali ostřelovat francouzské hlavní město dalekonosnými děly ráže 360 mm a mezi lidmi se začala šířit panika. Spojenecké velení nasazovalo do bojů urychleně americké jednotky, které stále přicházely do Francie. Průlom směřující na Paříž byl Dohodou zastaven a třetí bitva na Aisně 6. června 1918 skončila.